# Купо Бјанкучи (Терамо)
Купо Бјанкучи (итал. Cupo Biancucci) је насеље у Италији у округу Терамо, региону Абруцо.
Према процени из 2011. у насељу је живело 37 становника. Насеље се налази на надморској висини од 133 м.